# Andrea Barzagli
Andrea Barzagli (* 8. květen 1981 Fiesole, Itálie) je bývalý italský reprezentační fotbalový obránce. Po skončení fotbalové kariéry zastával pozici technického spolupracovníka v Juventusu a také juniorských italských reprezentacích. S italskou reprezentací vyhrál Mistrovství světa 2006 v Německu.
Během svého působení v Juventusu byl považován za jednoho z nejlepších obránců na světě, který za necelých devět sezón pomohl k zisku osmi titulů v Serii A v řadě. Barzagli a jeho spoluhráči Bonucci a Chiellini z Juventusu a reprezentace Itálie utvořili obávanou defenzivní trojici přezdívanou „BBC“. Mezi jeho přednosti se řadila hra hlavou a schopnost obranných zákroků bez faulů a s minimem nasbíraných žlutých karet.

## Kariéra

### Klubová
V roce 2004 se upsal Palermu, tu dobu nováčkovi nejvyšší italské soutěže. V první sezóně pomohl k šesté ligové příčce, přičemž odehrál 37 ligových utkání (zameškal jediné 30. kolo proti Messině). Oporou zadních řad Palerma byl též v následujících sezónách 2005/06 a 2006/07, kdy se tým umístil na pátém místě. Když v létě 2007 odešel dosavadní kapitán Eugenio Corini, stal se novým kapitánem Barzagli. Sezóna 2007/08 se stala Barzagliho čtvrtou a zároveň poslední v sicilském celku. Palermu se dařilo méně – hned v úvodním kole Poháru UEFA padl s Mladou Boleslaví a v lize skončil až jedenáctý. Barzagli se stal terčem zájmu věhlasnějších klubů včetně italských velikánů jako jsou Juventus, AC Milán nebo Fiorentina.
Přes zájem italských klubů zamířil do německého Wolfsburgu, kde strávil následující necelé 3 roky. V ročníku 2008/09 byl stavebním kamenem obrany VfL a v lize odehrál všechny zápasy a plný počet minut. Ve stoperské dvojici vedle něho nastupoval buď Alexander Madlung nebo Jan Šimůnek. Wolfsburg získal překvapivý titul, první a jediný v klubové historii. V další sezóně se tým propadl na osmou příčku, zatímco při premiérové účasti v Lize mistrů uhrál třetí příčku. Barzagli si zahrál v prvním a posledním zápase skupiny, na jaře pak 3 zápasy Evropské ligy. Kvůli zranění nezasáhl do osmifinále s ruským týmem Rubin Kazaň. Ve čtvrtfinálovém souboji s Fulhamem odehrál oba celé zápasy, Wolfsburg ale po prohrách 1:2 a 0:1 vypadl. Třetí sezónu ve Wolfsburgu již nedokončil a v lednu zamířil nazpět do Itálie, do Juventusu.

#### Juventus
Počátkem února se dokázal probojovat do základní jedenáctky, přičemž ve stoperské dvojici stál buď po boku Leonarda Bonucciho či Giorgia Chielliniho. Juventus zakončil ročník 2010/11 na 7. místě. Juventus angažoval trenéra Antonia Conteho, který Barzagliho učinil pilířem obrany. Ten odehrál během ročníku 2011/12 35 ligových utkání a výraznou měrou dopomohl k titulu v Serii A, Juventus v lize dokonce ani jednou neprohrál. V posledním 38. kole doma proti Atalantě Bergamo přišel na hřiště až v 86. minutě. V nastaveném čase proměnil pokutový kop, pojistil vedení na 3:1 a vstřelil svoji první branku v dresu Turína.
V další sezóně získal Juventus další titul, Barzagli zasáhl do 34 ze 38 ligových klání. Ve 33. kole doma proti AC Milán zasáhl do svého stého zápasu ve dresu Juventusu. Spolu s dalšími Italy Bonuccim a Chiellinim utvořili zadní trojice Conteho formace 3–5–2. Přesto Barzagli nedokázal zabránit vypadnutí v semifinálovém dvojzápase s Laziem v rámci italského poháru. Juventus se po letech představil též ve skupině Ligy mistrů, Barzagli odehrál kompletní pětici zápasů vyjma jednoho klání s FC Nordsjaelland, Juventus nakonec postoupil aniž by byl poražen. Trenér Antonio Conte se spoléhal na Barzagliho také ve vyřazovacích bojích, a to v osmifinále proti Celticu (dvě výhry) a proti Bayernu Mnichov (dvě porážky). Barzagliho výkony dopomohly k titulu také v další sezóně 2013/14.
Problémy s kotníkem a poté achillovkou jej vyřadily ze hry pro valnou část sezóny 2014/15, návrat k fotbalu se konal až v březnu 2015 v lize proti Sassuolu, Juventus však přesto obhájil titul. Zahrál si ve finále italského poháru proti Laziu, které Juventus zdolal po prodloužení 2:1. Po zranění se podílel – většinou jako střídající hráč – na postupu do finále LM, kde ale Juventus ani s Barzaglim v základě nestačil na Barcelonu.
Barzagli byl oporou zadních řad též během sezóny 2015/16 a i tentokrát slavil titul Juventus. Během 31 zápasů v lize si přišel na jeden gól a znovu tomu bylo proti Atalantě Bergamo. Po centru do vápna otevřel ve 24. minutě skóre, které později navýšil spoluhráč Mario Lemina. Koncem sezóny prodloužil končící smlouvu do léta 2018.
Bianconeri se mohlo spoléhat na Barzagliho i v ročníku 2016/17, ačkoli jej znovu sužovala menší zranění. Jeho výkony podepíraly jízdu za triumfem v Lize mistrů, kde Italové ve finále podlehli „Bílému baletu“ 1:4.
V ročníku 2017/18 odehrál v lize 25 zápasů, ne vždy v základu. Podobně jako v předchozím ročníku už nenastupoval pravidelně. Koncem sezóny podepsal končící smlouvu na dalších 12 měsíců. Jeho poslední sezóna aktivní kariéry byla sezóna 2018/19, v lize se objevil v 7 zápasech a ve 3 zápasech Ligy mistrů. Dne 19. května 2019 se v domácím zápase proti Atalantě Bergamo (1:1) rozloučil s kariérou a příznivci Juventusu a sklidil aplaus.

### Reprezentační

#### Juniorská
První trofej za reprezentaci vyhrál na ME U21 2004 za Itálii U21. Poté se zúčastnil i OH 2004, kde získal bronzovou medaili.

#### Seniorská
Za reprezentaci odehrál 73 utkání a nevstřelil žádnou branku. První utkání odehrál ve věku 23 let 17. listopadu 2004 proti Finsku (1:0). Trenér Marcello Lippi jej nominoval na MS 2006, kde odehrál dva zápasy. I tak pomohl Itálii po 24 letech získat zlato.
I za trenéra Donadoniho hrál a dostal se i na ME 2008, kde odehrál jedno utkání. Po turnaji si ještě zahrál ve dvou zápasech a další utkání odehrál až v říjnu 2011. Trenér Cesare Prandelli jej nominoval na ME 2012. Na turnaj odjel s malým zraněním. První dva zápasy nehrál, ale po výlečení odehrál ještě čtyři zápasy a nakonec získal stříbrnou medaili.
Také se zúčastnil Konfederačního poháru 2013, odkud získal bronz. Na MS 2014 byl v nominaci i se spoluhráči s Juventusu (Buffon, Bonucci, Chiellini, Marchisio a Pirlo). Jenže turnaj pro reprezentaci skončil jíž ve skupině.
Po neúspěchu přišel trenér Antonio Conte, který jej vedl v Juventusu. Nominoval jej na ME 2016, kde odehrál všechna utkání. Poslední utkání odehrál při neúspěšné baráži o MS 2018 13. listopadu 2017 proti Švédsku (0:0).

## Přestupy
- z Chievo do Palermo za 1 500 000 Euro
- z Palermo do Wolsburg za 14 000 000 Euro
- z Wolsburg do Juventus za 300 000 Euro

## Statistika

### Klubová
| Sezóna                        | Klub                          | Liga                          | Liga   | Liga | Národní poháry | Národní poháry | Národní poháry | Kontinentální poháry | Kontinentální poháry | Kontinentální poháry | Celkem | Celkem |
| Sezóna                        | Klub                          | Soutěž                        | Zápasy | Góly | Soutěž         | Zápasy         | Góly           | Soutěž               | Zápasy               | Góly                 | Zápasy | Góly   |
| ----------------------------- | ----------------------------- | ----------------------------- | ------ | ---- | -------------- | -------------- | -------------- | -------------------- | -------------------- | -------------------- | ------ | ------ |
| 1998/99                       | Rondinella Marzocco           | Nazionale Dilettanti          | 28     | 1    | -              | 0              | 0              | -                    | 0                    | 0                    | 28     | 1      |
| 1999/00                       | Rondinella Marzocco           | Serie C2                      | 23+2   | 2+1  | -              | 0              | 0              | -                    | 0                    | 0                    | 25     | 3      |
| 2000/01                       | Pistoiese                     | Serie B                       | 5      | 0    | -              | 0              | 0              | -                    | 0                    | 0                    | 5      | 0      |
| 2001                          | Rondinella Marzocco           | Serie C2                      | 13     | 1    | -              | 0              | 0              | -                    | 0                    | 0                    | 13     | 1      |
| Celkem za Rondinella Marzocco | Celkem za Rondinella Marzocco | Celkem za Rondinella Marzocco | 66     | 5    | -              | 0              | 0              | -                    | 0                    | 0                    | 66     | 5      |
| 2001/02                       | Ascoli                        | Serie C1                      | 28     | 1    | IP             | 3              | 0              | -                    | 0                    | 0                    | 31     | 1      |
| 2002/03                       | Ascoli                        | Serie B                       | 18     | 2    | IP             | 1              | 0              | -                    | -                    | 0                    | 19     | 2      |
| Celkem za Ascoli              | Celkem za Ascoli              | Celkem za Ascoli              | 46     | 3    | -              | 4              | 0              | -                    | 0                    | 0                    | 50     | 3      |
| 2003/04                       | Chievo                        | Serie A                       | 29     | 3    | IP             | 1              | 0              | -                    | 0                    | 0                    | 30     | 3      |
| 2004/05                       | Palermo                       | Serie A                       | 37     | 0    | IP             | 3              | 0              | -                    | 0                    | 0                    | 40     | 0      |
| 2005/06                       | Palermo                       | Serie A                       | 35     | 2    | IP             | 4              | 0              | PU                   | 8                    | 0                    | 47     | 2      |
| 2006/07                       | Palermo                       | Serie A                       | 36     | 1    | IP             | 1              | 0              | PU                   | 5                    | 0                    | 42     | 1      |
| 2007/08                       | Palermo                       | Serie A                       | 34     | 0    | IP             | 0              | 0              | PU                   | 2                    | 0                    | 36     | 0      |
| 2008/09                       | Wolfsburg                     | Bundesliga                    | 34     | 0    | NP             | 3              | 0              | PU                   | 8                    | 0                    | 45     | 0      |
| 2009/10                       | Wolfsburg                     | Bundesliga                    | 24     | 1    | NP             | 2              | 0              | LM+EL                | 2+3                  | 0                    | 31     | 1      |
| 2010/11                       | Wolfsburg                     | Bundesliga                    | 17     | 0    | NP             | 1              | 0              | -                    | 0                    | 0                    | 18     | 0      |
| Celkem za Wolfsburg           | Celkem za Wolfsburg           | Celkem za Wolfsburg           | 75     | 1    | -              | 6              | 0              | -                    | 13                   | 0                    | 94     | 1      |
| 2011                          | Juventus                      | Serie A                       | 15     | 0    | IP             | 0              | 0              | EL                   | 0                    | 0                    | 15     | 0      |
| 2011/12                       | Juventus                      | Serie A                       | 35     | 1    | IP             | 4              | 0              | -                    | 0                    | 0                    | 39     | 1      |
| 2012/13                       | Juventus                      | Serie A                       | 34     | 0    | IP+IS          | 4+1            | 0              | LM                   | 9                    | 0                    | 48     | 0      |
| 2013/14                       | Juventus                      | Serie A                       | 26     | 0    | IP+IS          | 1+1            | 0              | LM+EL                | 4+1                  | 0                    | 33     | 0      |
| 2014/15                       | Juventus                      | Serie A                       | 10     | 0    | IP+IS          | 1+0            | 0              | LM                   | 6                    | 0                    | 17     | 0      |
| 2015/16                       | Juventus                      | Serie A                       | 31     | 1    | IP+IS          | 2+1            | 0              | LM                   | 8                    | 0                    | 42     | 1      |
| 2016/17                       | Juventus                      | Serie A                       | 23     | 0    | IP+IS          | 5+0            | 0              | LM                   | 11                   | 0                    | 39     | 0      |
| 2017/18                       | Juventus                      | Serie A                       | 25     | 0    | IP+IS          | 4+1            | 0              | LM                   | 8                    | 0                    | 38     | 0      |
| 2018/19                       | Juventus                      | Serie A                       | 7      | 0    | IP+IS          | 0+0            | 0              | LM                   | 3                    | 0                    | 10     | 0      |
| Celkem za Juventus            | Celkem za Juventus            | Celkem za Juventus            | 206    | 2    | -              | 25             | 0              | -                    | 50                   | 0                    | 281    | 2      |
| Celkově                       | Celkově                       | Celkově                       | 569    | 17   | -              | 44             | 0              | -                    | 78                   | 0                    | 689    | 18     |

### Reprezentační

#### Statistika na velkých turnajích
| Reprezentace | Rok     | Zápasy             | Zápasy | Zápasy    | Zápasy           | Zápasy           | Zápasy             |
| Reprezentace | Rok     | Fáze turnaje       | Datum  | Soupeř    | Odehraných minut | Vstřelené branky | Výsledek           |
| ------------ | ------- | ------------------ | ------ | --------- | ---------------- | ---------------- | ------------------ |
| Itálie       | OH 2004 | 1 zápas ve skupině | 12. 8. | Ghana     | 90               | 0                | 2:2                |
| Itálie       | OH 2004 | 2 zápas ve skupině | 15. 8. | Japonsko  | 90               | 0                | 3:2                |
| Itálie       | OH 2004 | 3 zápas ve skupině | 18. 8. | Paraguay  | 90               | 0                | 0:1                |
| Itálie       | OH 2004 | Zápas o 3. místo   | 27. 8. | Irák      | 90               | 0                | 1:0                |
| Itálie       | MS 2006 | Osmifinále         | 26. 6. | Austrálie | 34               | 0                | 1:0                |
| Itálie       | MS 2006 | Čtvrtfinále        | 30. 6. | Ukrajina  | 90               | 0                | 3:0                |
| Itálie       | ME 2008 | 1 zápas ve skupině | 9. 6.  | Nizozemí  | 90               | 0                | 0:3                |
| Itálie       | ME 2012 | 3 zápas ve skupině | 18. 6. | Irsko     | 90               | 0                | 2:0                |
| Itálie       | ME 2012 | Čtvrtfinále        | 24. 6. | Anglie    | 120              | 0                | 0:0 (4:2 na (pen.) |
| Itálie       | ME 2012 | Semifinále         | 28. 6. | Německo   | 90               | 0                | 2:1                |
| Itálie       | ME 2012 | Finále             | 1. 7.  | Španělsko | 90               | 0                | 0:4                |
| Itálie       | MS 2014 | 1 zápas ve skupině | 15. 6. | Anglie    | 90               | 0                | 2:1                |
| Itálie       | MS 2014 | 2 zápas ve skupině | 20. 6. | Kostarika | 90               | 0                | 0:1                |
| Itálie       | MS 2014 | 3 zápas ve skupině | 24. 6. | Uruguay   | 90               | 0                | 0:1                |

## Úspěchy

### Klubové
- vítěz Německé ligy (8x)

Wolfsburg: 2011/12
- vítěz italské ligy (8x)

Juventus: 2011/12, 2012/13, 2013/14, 2014/15, 2015/16, 2016/17, 2017/18, 2018/19
- vítěz italského poháru (4x)

Juventus: 2014/15, 2015/16, 2016/17, 2017/18
- vítěz italského superpoháru (4x)

Juventus: 2012, 2013, 2015, 2018, 2020

### Reprezentační
- 2× na MS (2006 - zlato, 2014)
- 3× na ME (2008, 2012 - stříbro, 2016)
- 1× na Konfederačním poháru (2013 - bronz)
- 1× na OH (2004 - bronz)
- 1× na ME U21 (2004 - zlato)

### Individuální
- 4x v týmu roku italské ligy (2012, 2013, 2014, 2016)

### Vyznamenání
Řád zásluh o Italskou republiku (27. 9. 2004) z podnětu Prezidenta Itálie 

 Zlatý límec za sportovní zásluhy (2006)  

 Řád zásluh o Italskou republiku (12. 12. 2006) z podnětu Prezidenta Itálie 

 Medaile za atletickou statečnost (2018) z podnětu Prezidenta Itálie 